# Завалишин, Пётр Александрович
 Завалишин, Пётр Александрович (1831—1870) — офицер Российского императорского флота, участник Крымской войны, Обороны Севастополя, Георгиевский кавалер, капитан-лейтенант, городничий Липецка.

## Биография
Пётр Александрович Завалишин происходил из дворянского рода Завалишиных Новгородской губернии. Родился в 1831 году в многодетной (12 детей) семье военного моряка Александра Николаевича и его жены Евгении Федоровны.
26 марта 1843 года поступил в Морской кадетский корпус кадетом. 7 октября 1848 года произведён в юнкеры Балтийского флота. В 1849 году на пароходофрегате «Гремящий» и в 1850 году на линейном корабле «Память Азова» проходил корабельную практику, крейсировал в Балтийском флоте. 8 апреля 1851 года, после окончания Морского корпуса, произведён в мичманы с назначением на Черноморский флот.
В 1852—1853 годах на бриге «Тезей», а затем на транспорте «Днепр» ходил по черноморским портам и крейсировал у восточного берега Чёрного моря. 7 ноября 1853 года на фрегате «Сизополь» принимал участие в боевых действиях против турок под укреплением Св. Николая. В 1854 году на том же фрегате был в кампании на севастопольском рейде.

### Участие в Крымской войне
С 13 сентября 1854 года мичман 36-го флотского экипажа П. А. Завалишин состоял в гарнизоне Севастополя. До 30 сентября находился в сводном стрелковом батальоне, созданном из команд фрегатов «Сизополь» и «Флора» и расположенном за Морским госпиталем. Затем был на Малаховом кургане на батарее № 36. Отличился при отражении бомбардировки Севастополя 5 октября 1854 года. 1 декабря 1854 года назначен командиром батареи № 42 («батарея Завалишина») на 5-м бастионе 1-го отделения оборонительной линии. 6 декабря 1854 года произведён за отличие в лейтенанты.

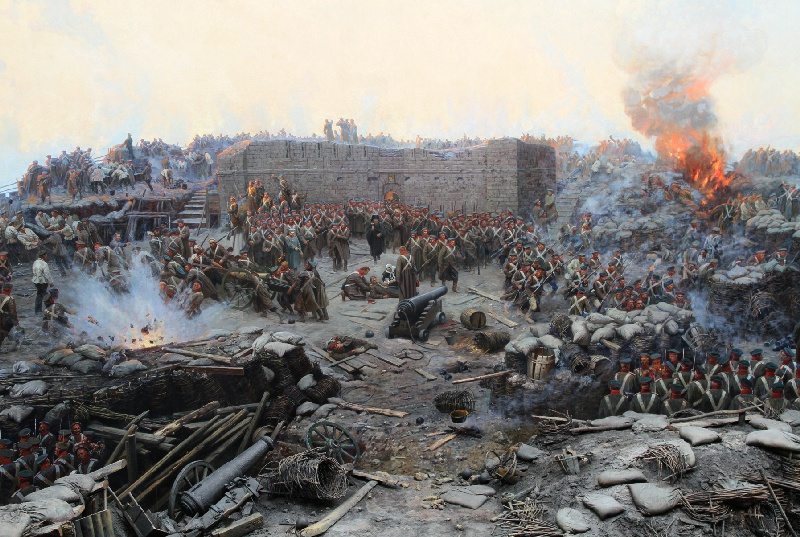
Оборона Севастополя (Франц Рубо)

Неоднократно участвовал в ночных вылазках с «охотниками» 5-го бастиона на французские позиции. 26 декабря 1854 года отряд моряков лейтенанта Завалишина в ходе ночной вылазки ворвался во французскую траншею и штыками заколол несколько солдат противника. Ночью с 7 на 8 января 1855 года отряд из сотни охотников-моряков и пяти рот Тобольского пехотного полка под общим руководством лейтенантов Ф. Ф. Титова и П. А. Завалишина сделал вылазку с 5-го бастиона для разрушения французских траншей. Выбив штыками противника из двух траншей, отряд успел до прихода французского подкрепления разрушить их, после чего с боем отошёл. Ночью с 10 на 11 марта отряд из 64 матросов-штуцерников под командованием П. А. Завалишина участвовал в крупной вылазке русских войск против неприятеля. Моряки зайдя в тыл французских траншей, открыли огонь и вынудили французов их очистить, чем помогли общему успеху вылазки.
Был награждён орденом Святого Владимира 4-й степени с бантом. 28 марта 1855 года во время 2-й бомбардировки города лейтенант Завалишин «был сильно ушиблен в ногу, упал почти в изнеможении; но при вести, что адмирал Нахимов идет на батарею, которой он командовал, несмотря на увещевание командира бастиона, непременно хотел встретить адмирала; велел себя вести под руки; и в это время поражен ядром, которое оторвало ему правую руку около плеча и ногу у ведущего его матроса». Завалишина отнесли на перевязочный пункт, произвели ампутацию руки, затем отправили в Морской госпиталь. В июне 1855 года Завалишин был уволен в отпуск на шесть месяцев «для излечения от ран» и покинул Севастополь.
За оборону Севастополя награждён Золотой саблей с надписью «За храбрость» и орденом Святого Георгия 4-й степени (№ 9926). В Высочайшем указе отмечалось, что «Петр Завалишин, находясь на ных вылазках для уничтожения неприятельских батарей и осадных работ, в некоторых из них был начальником отдельных отрядов, командовал одной из самых важных батарей, являл себя во всех случаях храбрым и распорядительным, и примером своим одушевлял прислугу при орудиях вверенной ему батареи, меткие выстрелы которой неоднократно заставляли молчать сильнейше действовавшие против нее неприятельские батареи, в следствие чего оные иногда на сутки прекращали свой огонь».
После Крымской войны долго лечился. В 1856 году был прикомандирован «за ранами» к Морскому корпусу в Санкт-Петербурге.
28 декабря 1859 года был назначен городничим г. Липецка с зачислением по флоту. 1 января 1865 года произведён в капитан-лейтенанты.
Умер Пётр Александрович Завалишин 23 декабря 1870 года.

## Память
Имя Петра Александровича Завалишина увековечено на мраморной плите в верхней церкви собора Святого Равноапостольного князя Владимира, где нанесены имена 72 офицеров Морского ведомства, кавалеров ордена Святого Георгия с доблестью защищавших Отечество в период Крымской войны 1853—1856 годов.